# Udea hamalis
Udea hamalis is een vlinder uit de familie van de grasmotten (Crambidae). De wetenschappelijke naam is voor het eerst gepubliceerd in 1788 door Carl Peter Thunberg.
De soort komt voor in Noordelijk en Centraal Eurazië waaronder Noorwegen, Zweden, Finland, Denemarken, België, Luxemburg, Duitsland, Zwitserland, Oostenrijk, Polen, Tsjechië, Slowakije, Estland, Letland, Litouwen, Wit-Rusland, Oekraïne, Europees-Rusland en Siberië.